# Il dio chiamato Dorian
Il dio chiamato Dorian (Das Bildnis des Dorian Gray) è un film del 1970 diretto da Massimo Dallamano, liberamente ispirato al romanzo Il ritratto di Dorian Gray di Oscar Wilde. Il film è interpretato da Helmut Berger.